# 紅波考河
50°35′10″N 13°11′43″E / 50.58618°N 13.19529°E

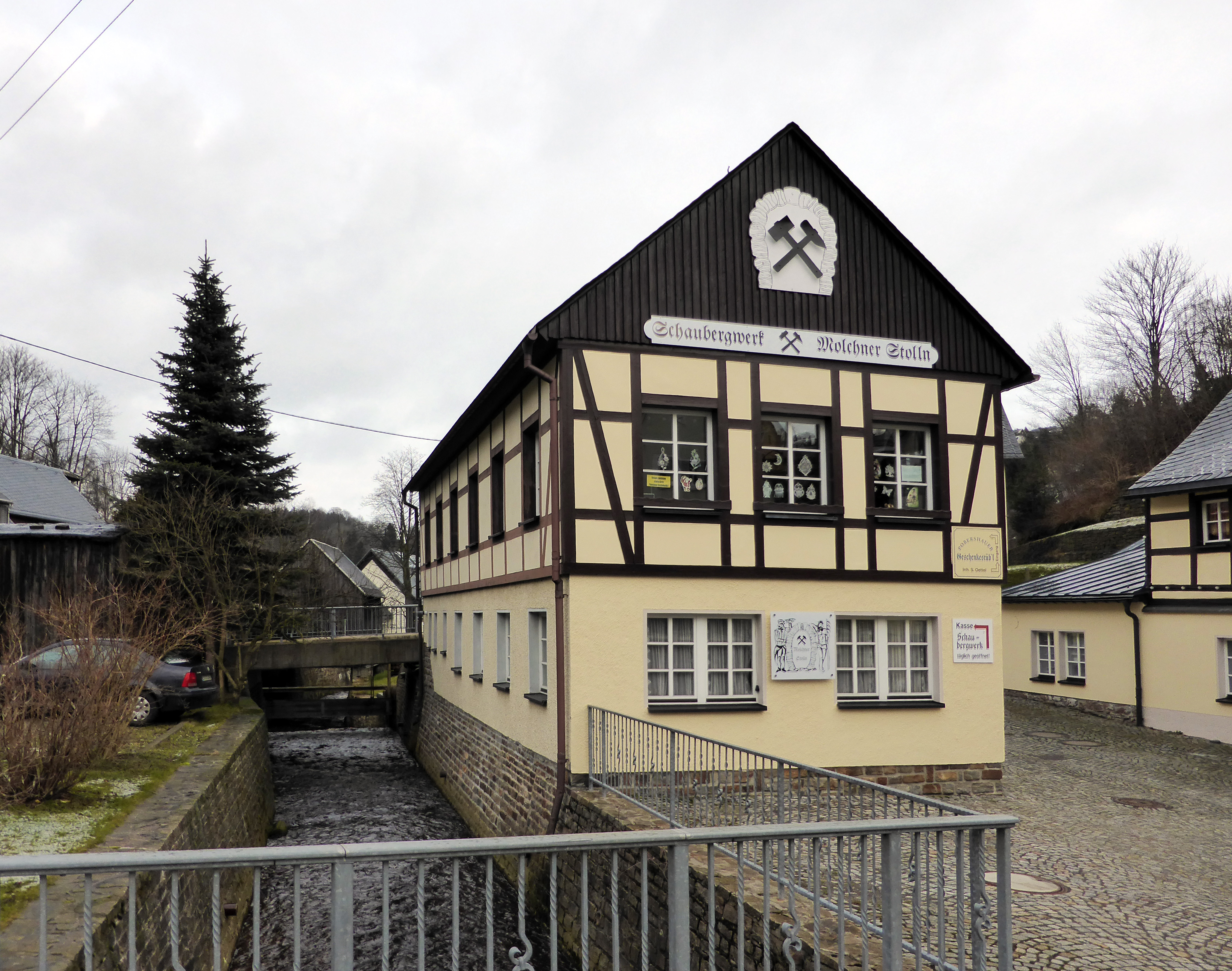

紅波考河是德國的河流，位於該國東部，流經薩克森自由州，屬於黑波考河的左支流，處於厄爾士山脈，河道全長10公里，流域面積47平方公里。